# Ögonblicket före tystnaden
Ögonblicket före tystnaden (original True Crime) är en amerikansk film från 1999. 

## Handling
En flicka blir mördad. Medan mördaren flyr kommer en annan svart man, Frank Beechum (Isaiah Washington), in i butiken där flickan precis blivit mördad. Vittnen tror då att denne man är mördaren.
Steve Everetts (Clint Eastwood) uppgift är att försöka få honom frikänd, för han verkar vara den enda som tror på denne man. Han börjar gräva i det förflutna och hittar en del otäcka saker, som ingen annan hade hittat eller ens brytt sig om att hitta för att få en oskyldig man frikänd för ett mord han aldrig begått.

## Om filmen
Ögonblicket före tystnaden regisserades av Clint Eastwood, som även spelar huvudrollen som journalisten Steve Everett. Eastwood har också producerat filmen tillsammans med Lili Fini Zanuck och Richard D. Zanuck. Den är baserad på Andrew Klavans roman True Crime.

## Rollista (urval)
| Clint Eastwood    | – Steve Everett          |
| Isaiah Washington | – Frank Louis Beechum    |
| Lisa Gay Hamilton | – Bonnie Beechum         |
| James Woods       | – Alan Mann              |
| Denis Leary       | – Bob Findley            |
| Bernard Hill      | – Warden Luther Plunkitt |
| Diane Venora      | – Barbara Everett        |